# Selångers tingslag
Selångers tingslag var ett tingslag i Västernorrlands län vars område låg i den inre delen av landskapet Medelpad i nuvarande Sundsvalls kommun. 
Tingsstället låg i Kungsgården.
Selånger tingslags verksamhet överfördes 1914 till Medelpads västra domsagas tingslag.
Tingslaget hörde till 1879 till Medelpads domsaga och därefter till Medelpads västra domsaga.

## Socknar
Selångers tingslag omfattade två socknar.
- Selånger
- Sättna